# NGC 1506
NGC 1506 is een elliptisch sterrenstelsel in het sterrenbeeld Goudvis. Het hemelobject werd op 23 december 1837 ontdekt door de Britse astronoom John Herschel.

## Synoniemen
- PGC 14256
- ESO 156-27